# 柯喜乐
柯喜乐（Norman Howard Cliff，1925年—2007年）是一位英国基督教历史学家，专注于中国新教差会历史。

## 生平
1925年，柯喜乐出生于中国山东烟台，父亲柯尽忠（Howard S.Cliff）和母亲柯海宽爱（Mary Cliff）都是在1921年来到中国的中国内地会传教士，分别在山西长治和河北获鹿传教。1924年二人结婚后，在河南开封服务。1927年和1929年还出生了两个妹妹，名为柯赞美和柯荣耀。1942年柯尽忠夫妇离开河南郾城回国。柯喜乐从1931年起，就读于中国内地会在山东烟台创办的传教士子弟寄宿学校芝罘学校，两个妹妹也就读于此。1942年，芝罘学校师生被日军关押在毓璜顶长老会。1943年，转到潍县乐道院集中营，直到1945年美国伞兵解救集中营。。
战后，柯喜乐前往南非，取得了南非大學和罗德斯大学的学士学位，在南非居住了近30年，担任南非聯合歸正教會（United Reformed Church）的牧师和会计。此后因健康状况不佳而返回英国。 回到英国后，1983年，柯喜乐获得了開放大學的研究碩士，撰写了一篇关于倪柝声神学的论文，1995年获得白金汉大学的哲学博士，写了一篇关于山东省新教差会历史的论文。

## 著作
- Prisoners of the Samurai: Japanese Civilian Camps, 1941-1945
- Fierce the Conflict (2001)
- White Cliffs of Hangzhou
- Life and Theology of Watchman Nee : Including a Study of the Little Flock
- A Heart for China: The Gripping Story of Benjamin Broomhall
- A Flame of Sacred Love:the life of Benjamin Broomhall 1829-1911（《圣爱的火焰 : 中国宣教史上的海家班》）
- Courtyard of the Happy Way